# Gabriel Moscardo
Gabriel Silva Moscardo de Salles (Taubaté, 28 settembre 2005) è un calciatore brasiliano, centrocampista del Braga, in prestito dal Paris Saint-Germain.

## Carriera

### Club
Ha iniziato a giocare a calcio nel Corinthians nel 2017, all’età di 12 anni. Ha debuttato in prima squadra il 28 giugno 2023 sostituendo Giuliano contro il Liverpool (M) in Coppa Libertadores.
Quattro giorni più tardi ha esordito anche in Série A contro il RB Bragantino. Il 17 luglio ha rinnovato il proprio contratto fino al 2026.
Il 25 gennaio 2024 viene acquistato dal Paris Saint-Germain che, contestualmente, lo lascia in prestito al Timão sino al termine della stagione.

### Nazionale
Nel 2023 ha giocato una partita con la nazionale brasiliana Under-23.
Nel 2025 ha segnato un gol in 9 presenze nel campionato sudamericano Under-20, vincendo la competizione.

## Statistiche

### Presenze e reti nei club
Statistiche aggiornate all'8 dicembre 2024.
| Stagione           | Squadra            | Campionato         | Campionato | Campionato | Coppe nazionali | Coppe nazionali | Coppe nazionali | Coppe continentali | Coppe continentali | Coppe continentali | Altre coppe | Altre coppe | Altre coppe | Totale | Totale | Totale |
| Stagione           | Squadra            | Comp               | Pres       | Reti       | Comp            | Pres            | Reti            | Comp               | Pres               | Reti               | Comp        | Pres        | Reti        | Pres   | Reti   |        |
| ------------------ | ------------------ | ------------------ | ---------- | ---------- | --------------- | --------------- | --------------- | ------------------ | ------------------ | ------------------ | ----------- | ----------- | ----------- | ------ | ------ | ------ |
| 2023               | Corinthians        | A1/SP+A            | 0+18       | 0+1        | CB              | 2               | 0               | CL+CS              | 1+4                | 0                  | -           | -           | -           | 25     | 1      |        |
| gen.-giu. 2024     | Corinthians        | A1/SP+A            | 0+2        | 0+0        | CB              | -               | -               | CS                 | -                  | -                  | -           | -           | -           | 2      | 0      |        |
| Totale Corinthians | Totale Corinthians | Totale Corinthians | 0+20       | 0+1        |                 | 2               | 0               |                    | 5                  | 0                  |             | -           | -           | 27     | 1      |        |
| 2024-2025          | Stade Reims        | L1                 | 3          | 0          | CF              | -               | -               | -                  | -                  | -                  | -           | -           | -           | 3      | 0      |        |
| Totale carriera    | Totale carriera    | Totale carriera    | 23         | 1          |                 | 2               | 0               |                    | 5                  | 0                  |             | -           | -           | 30     | 1      |        |

## Palmarès

### Nazionale
- Campionato sudamericano Under-20: 1

Venezuela 2025